# نيكولاس ماتورانا
نيكولاس ماتورانا (بالإسبانية: Nicolás Maturana)‏ هو لاعب كرة قدم تشيلي في مركز نصف الجناح، ولد في 8 يوليو 1993 في سانتياغو في تشيلي. شارك مع منتخب تشيلي تحت 20 سنة لكرة القدم. أما مع النوادي، فقد لعب مع ديبورتيس إيكيكي ونادي ألكويانو ونادي أونيفرسيداد دي تشيلي ونادي إلتشي ونادي بالستينو.

## وصلات خارجية
- نيكولاس ماتورانا على موقع قاعدة بيانات كرة القدم.إي يو (الإنجليزية)
- نيكولاس ماتورانا على موقع Soccerway.com (الإنجليزية)
- نيكولاس ماتورانا على موقع عالم كرة القدم.نت (الإنجليزية)
- نيكولاس ماتورانا على موقع AS.com (الإسبانية)